# 谷町筋

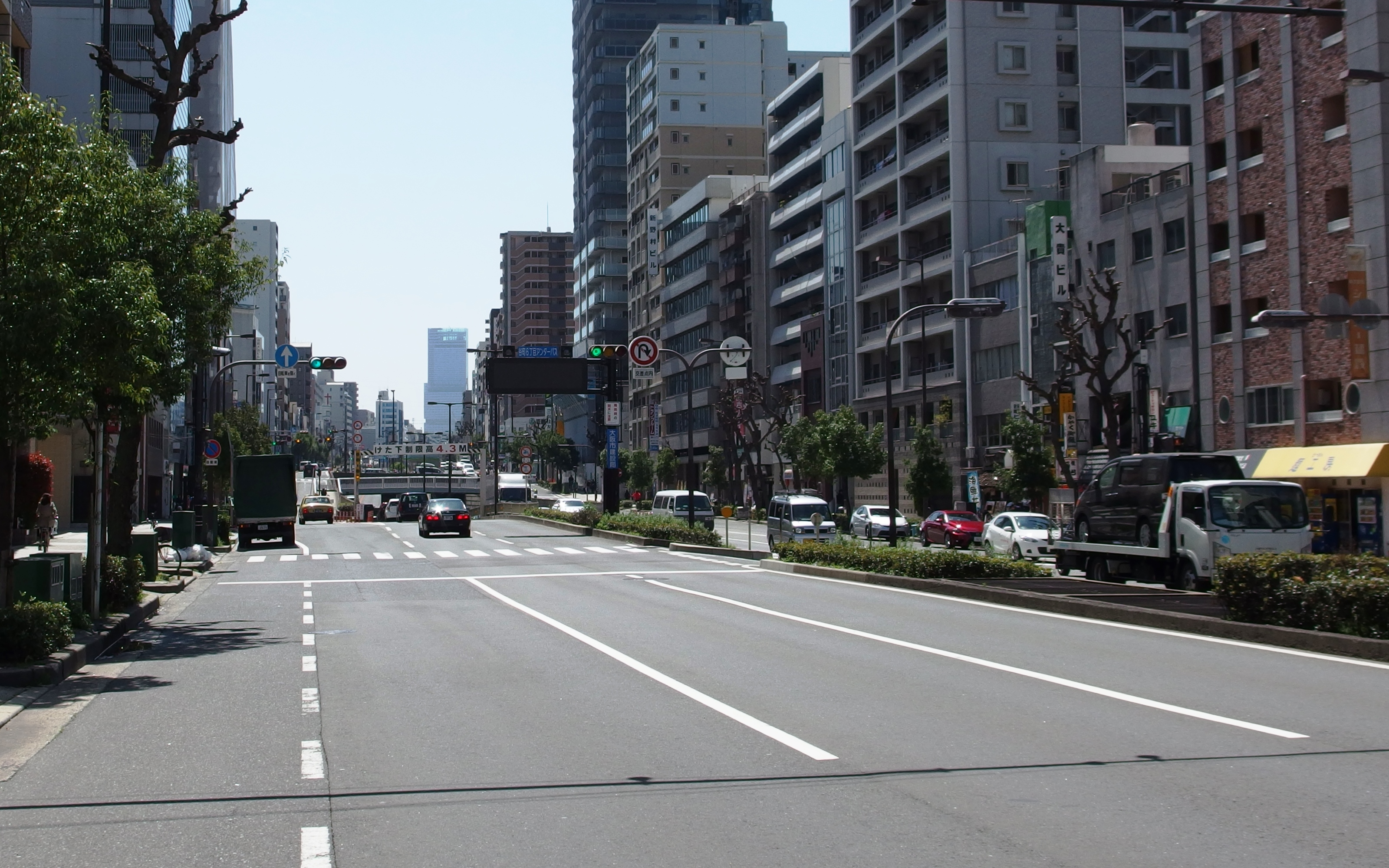

谷町筋（日语：たにまちすじ）是大阪市内一条南北走向的主要地方道。

## 概要
谷町筋与御堂筋同为大阪市内最重要的南北向交通路线之一。全线双向通行。它是御堂筋东侧最靠近中心区的干道。

## 路線

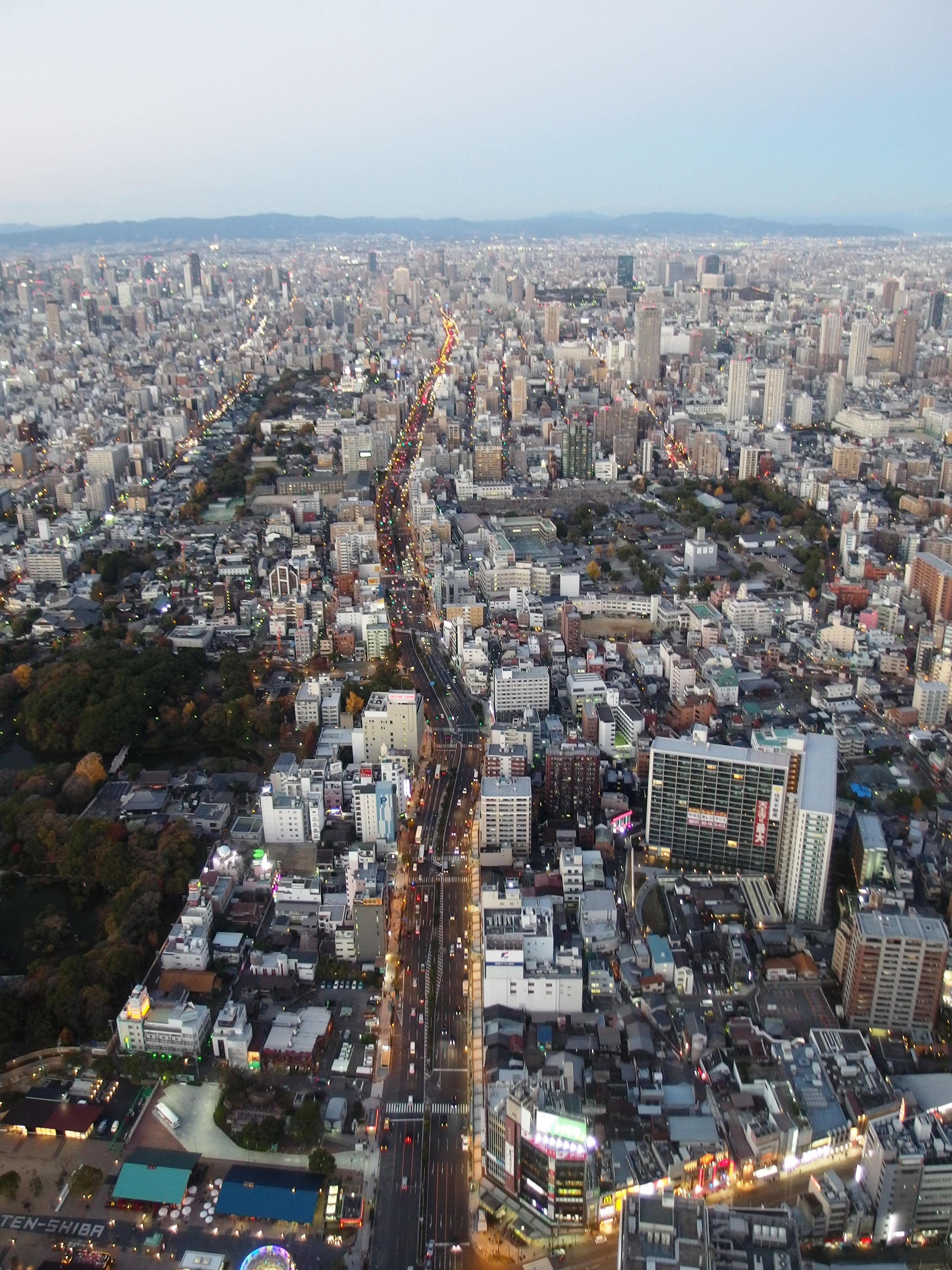

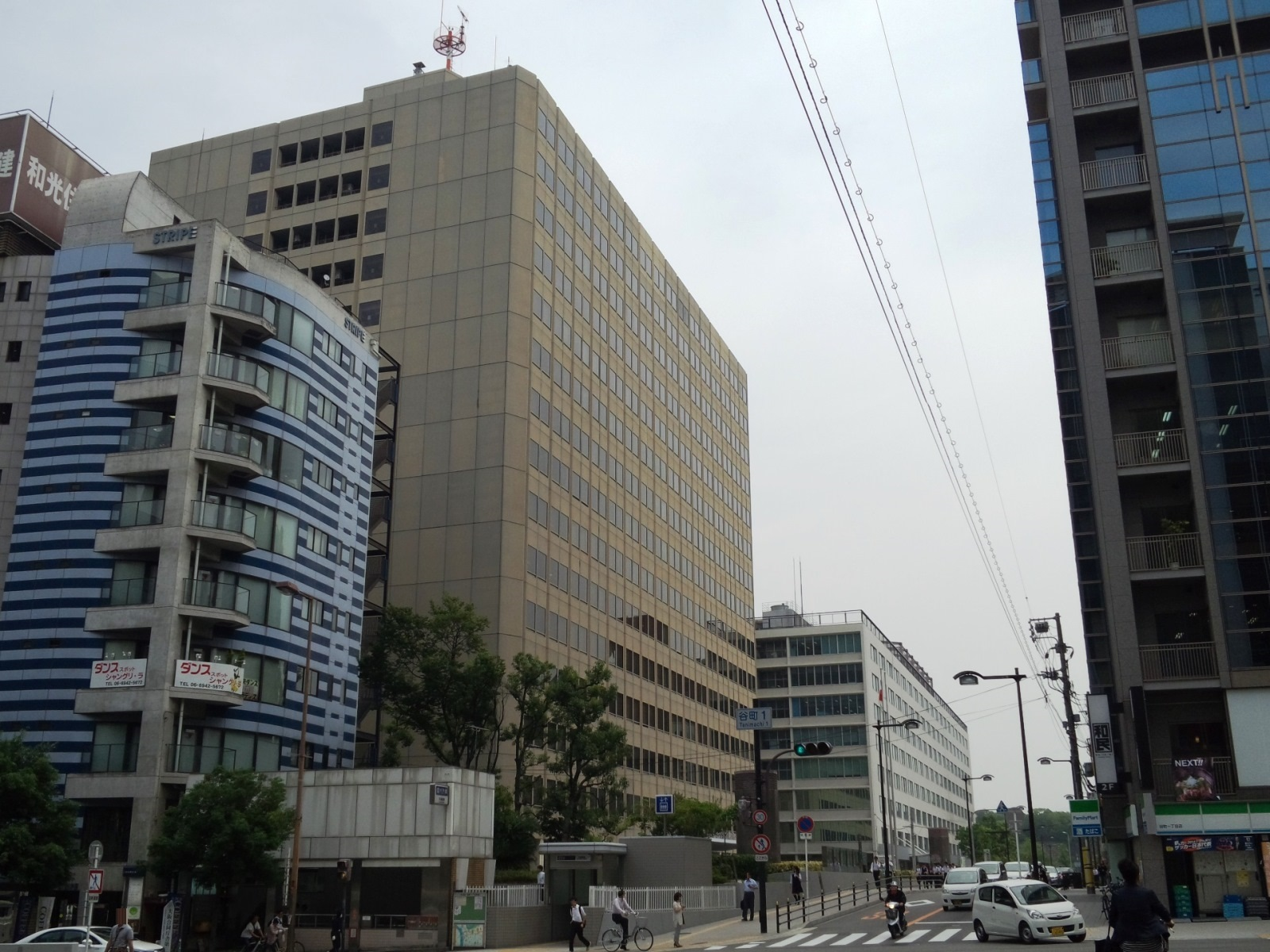
大阪合同庁舎3号館および1号館（奥）
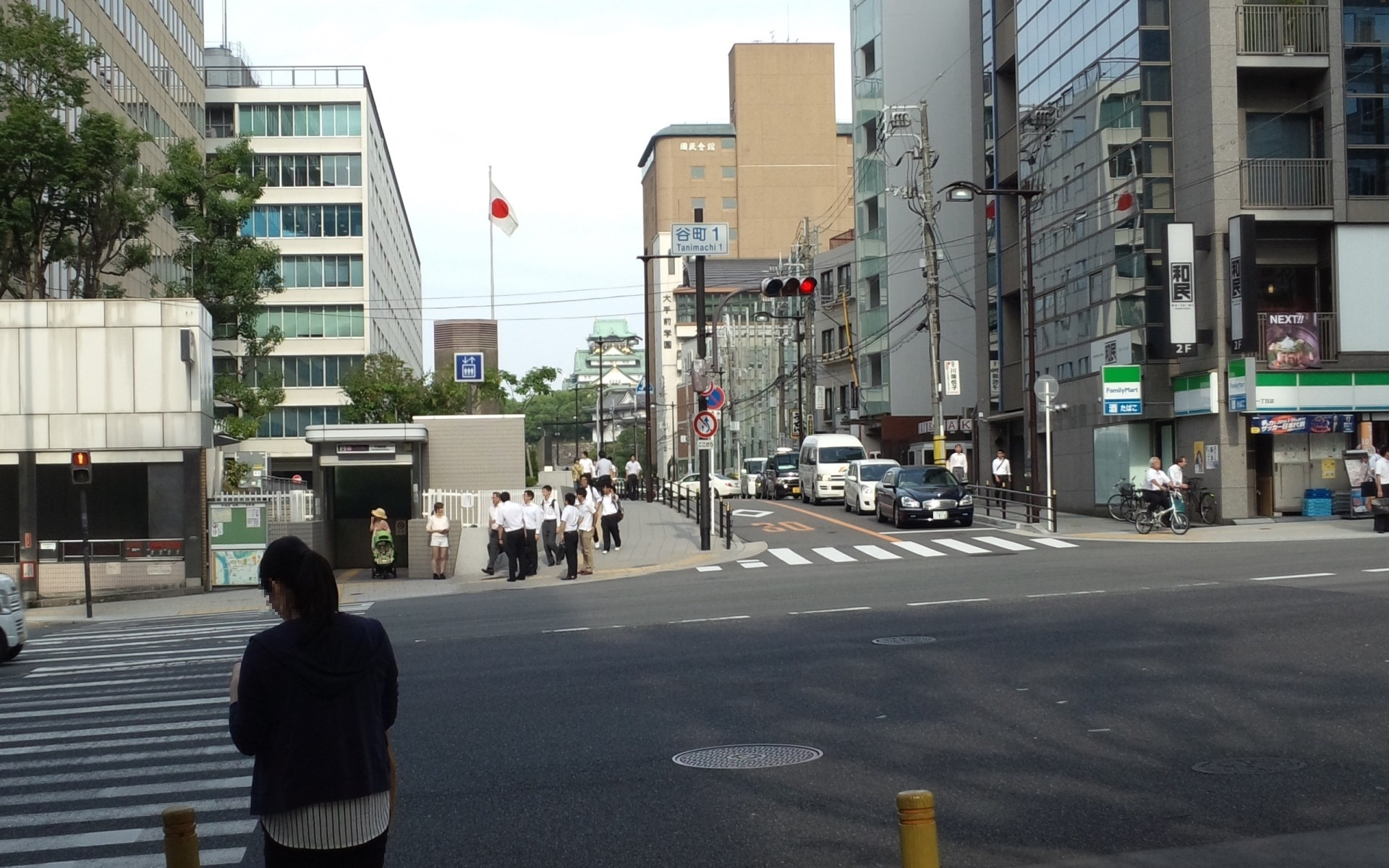
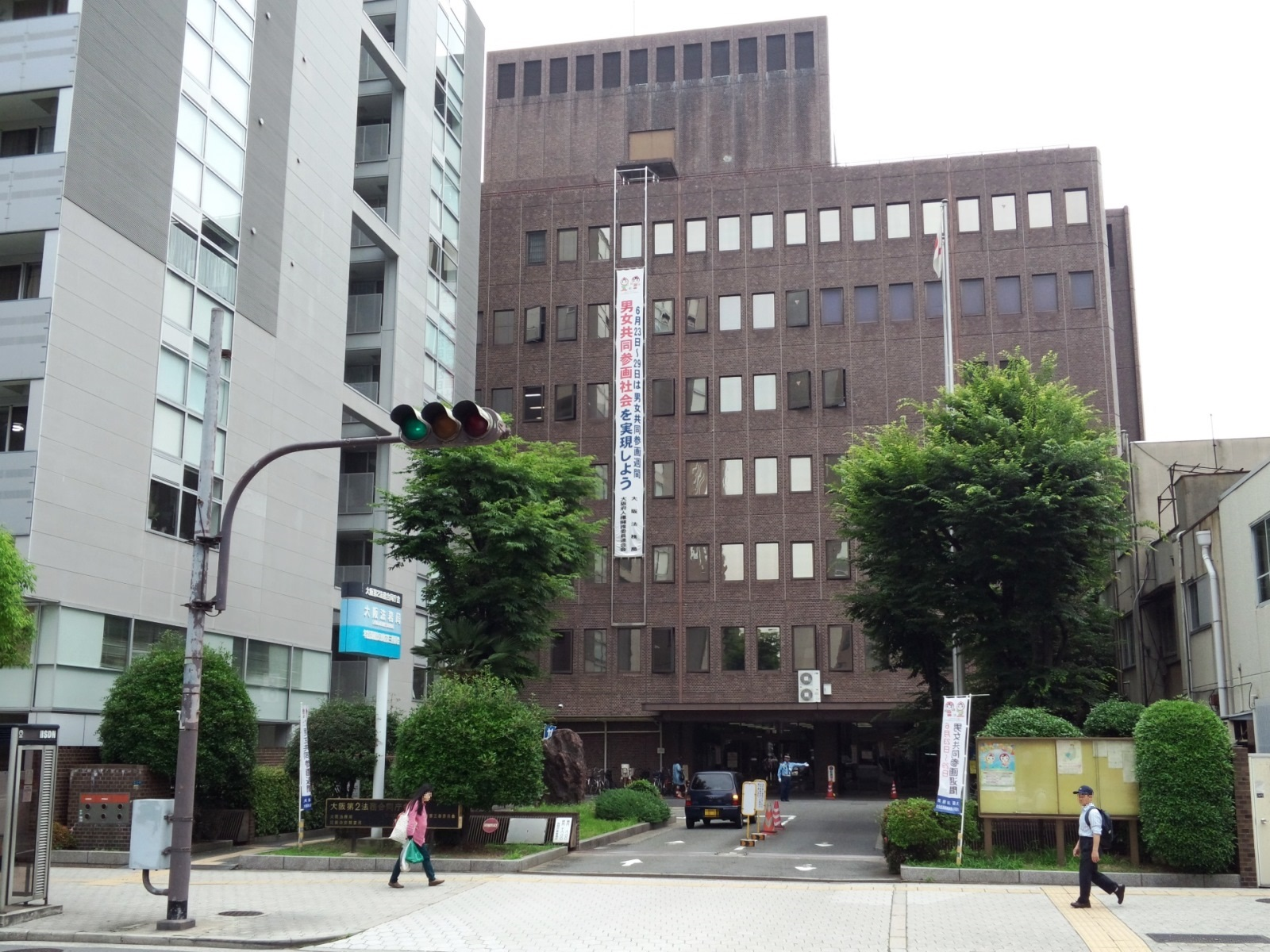
大阪第2法務合同庁舎（大阪法務局）
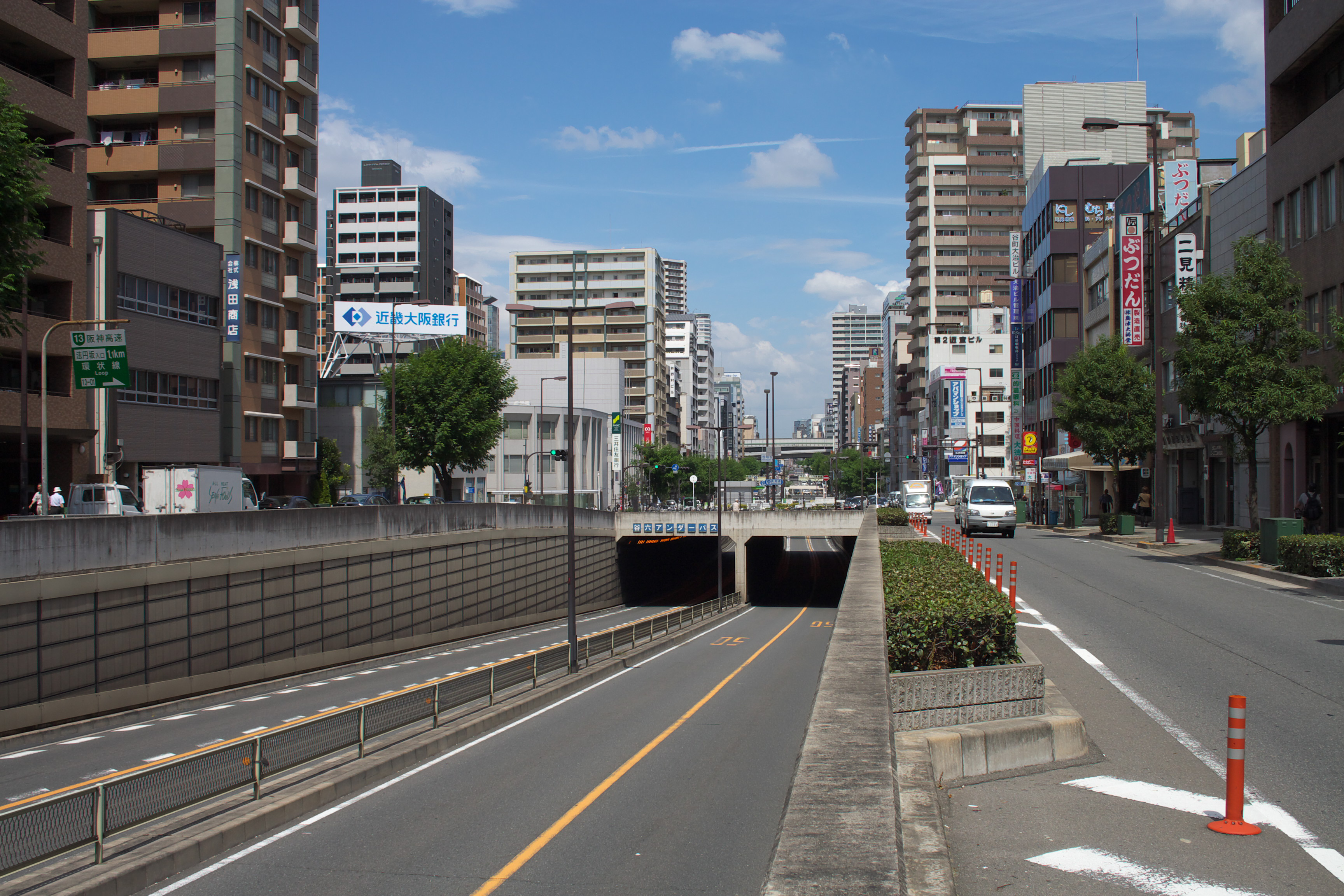
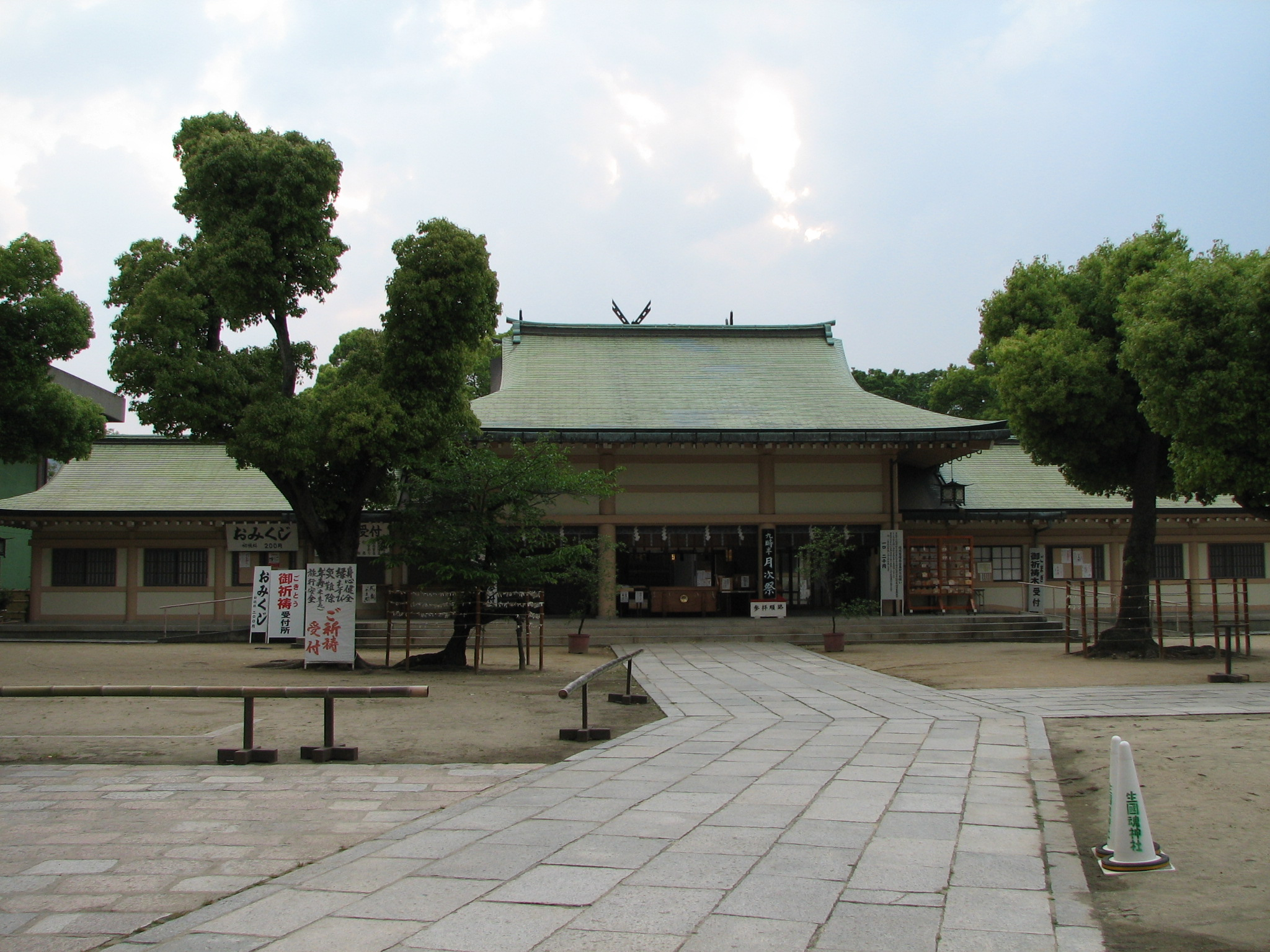
生國魂神社
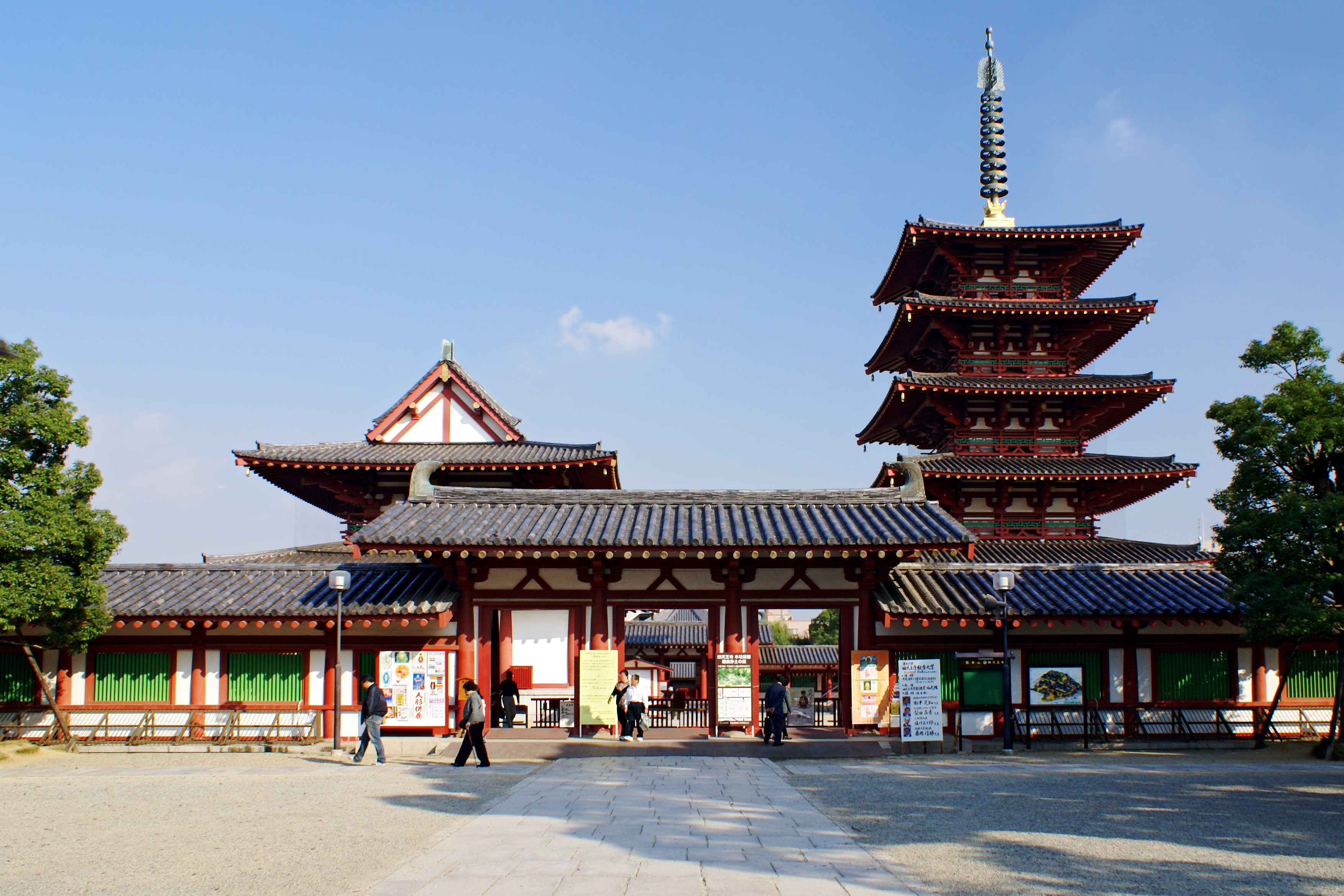
四天王寺
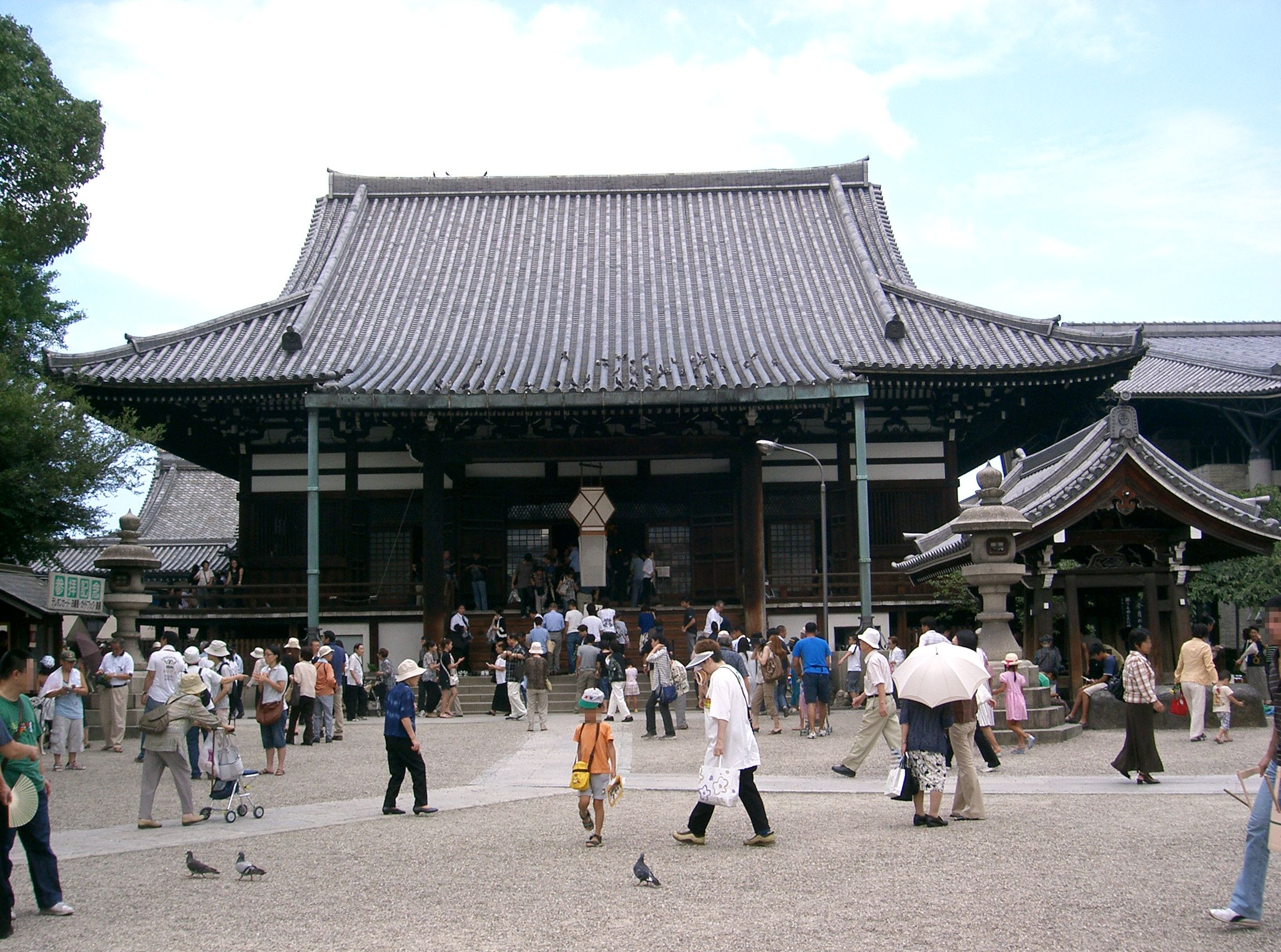
一心寺
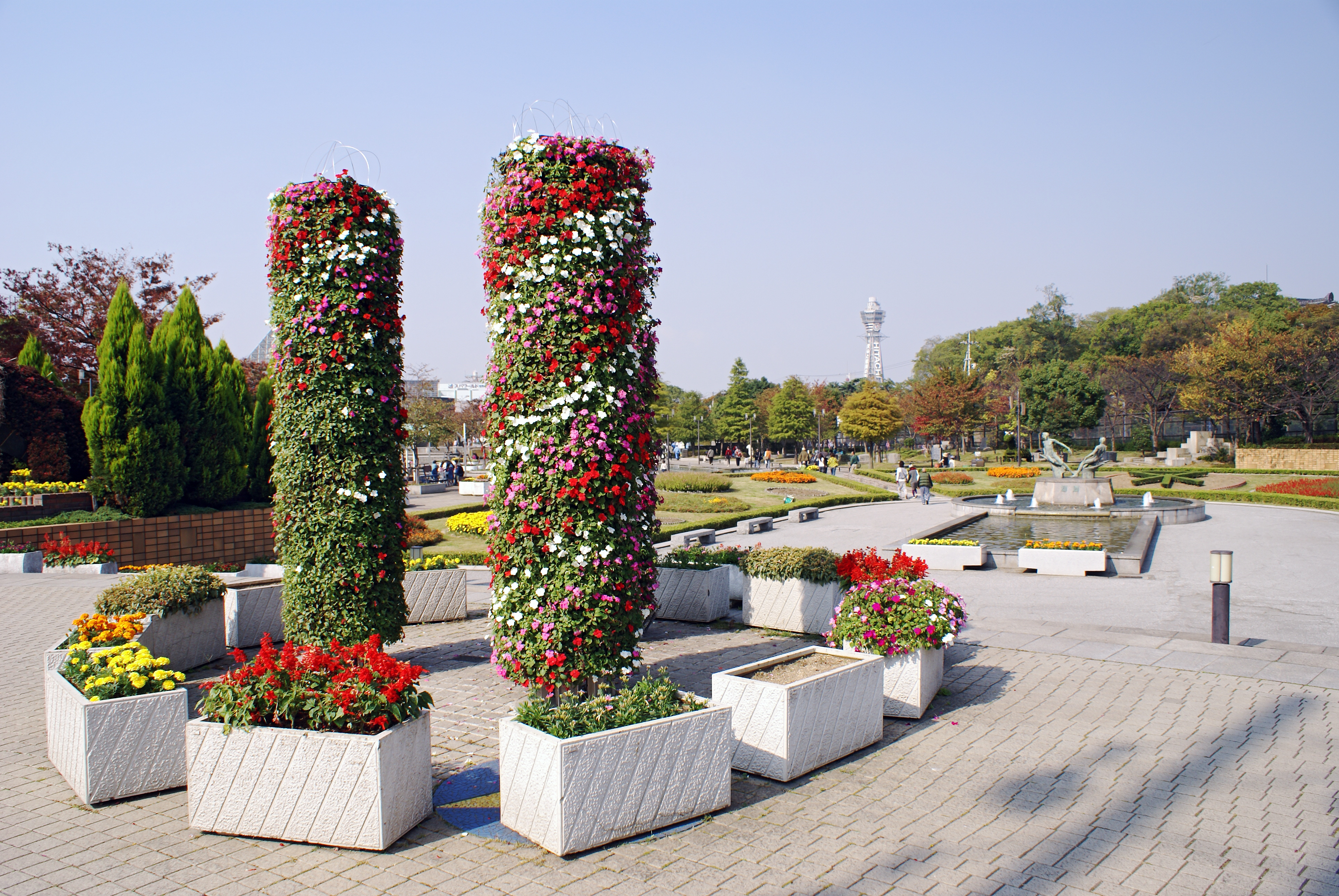
天王寺公園
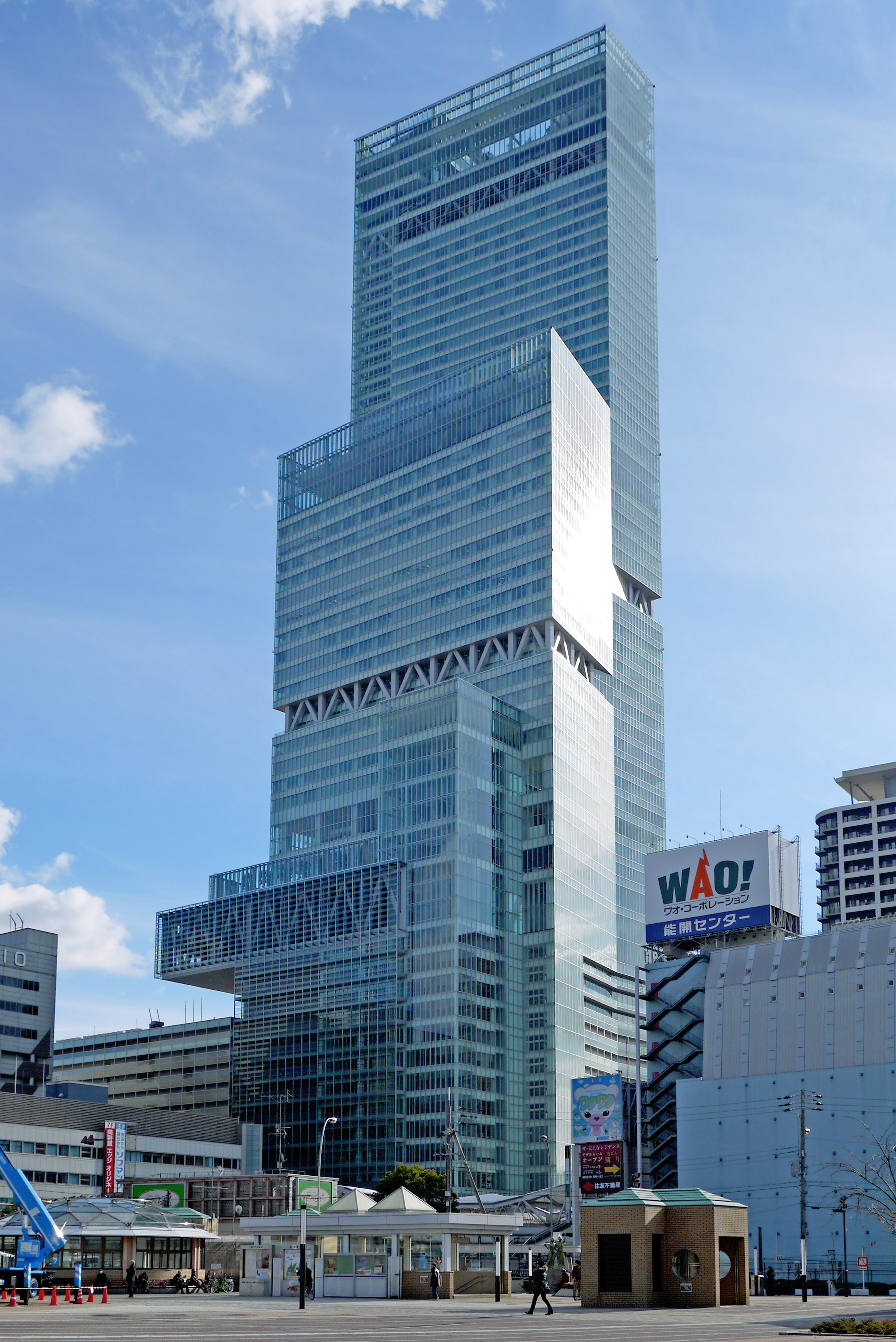
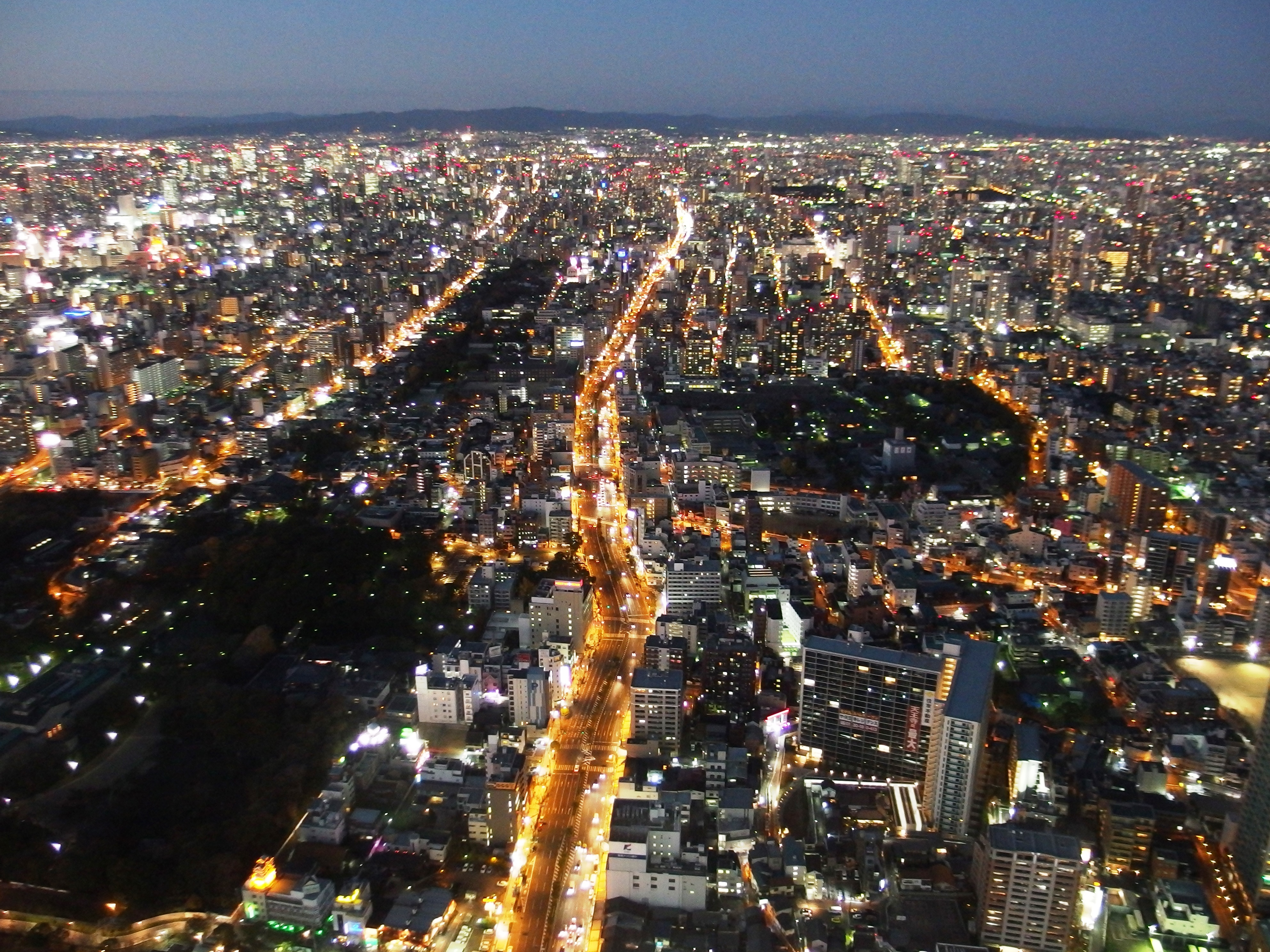